# ماريا جارفينهلمي
ماريا جارفينهلمي (بالفنلندية: Maria Järvenhelmi)‏ هي مغنية وممثلة فنلندية، ولدت في 14 يونيو 1975 في فنلندا.

## أعمال

### أفلام
- (2006) أضواء في الغسق[5]
- (2017) الجانب الآخر من الأمل

## وصلات خارجية
- ماريا جارفينهلمي على موقع IMDb (الإنجليزية)
- ماريا جارفينهلمي على موقع ألو سيني (الفرنسية)
- ماريا جارفينهلمي على موقع ميوزك برينز (الإنجليزية)
- ماريا جارفينهلمي على موقع ميوزك برينز (الإنجليزية)
- ماريا جارفينهلمي على موقع أول موفي (الإنجليزية)
- ماريا جارفينهلمي على موقع قاعدة بيانات الأفلام السويدية (السويدية)
- ماريا جارفينهلمي على موقع أول ميوزيك (الإنجليزية)
- ماريا جارفينهلمي على موقع ديسكوغز (الإنجليزية)
- ماريا جارفينهلمي على موقع ديسكوغز (الإنجليزية)
- ماريا جارفينهلمي على موقع قاعدة بيانات الفيلم (الإنجليزية)